# Ivana Chubbuck
Ivana Chubbuck est une coach d'acteurs américaine ayant travaillé avec de nombreux acteurs célèbres.

## Biographie
Chubbuck est directrice d'une école d'art dramatique à Los Angeles et organise régulièrement des ateliers de travail à travers le monde.
Le magazine The Mail on Sunday rapporte qu'elle est connue comme la « chuchoteuse des célébrités » (celebrity whisperer) et l'une des coaches d'acteurs les plus demandées sur le marché. Elle est l'auteure d'un best-seller intitulé The Power of the Actor, publié par une maison d'édition de Penguin Books (Gotham), traduit en 18 langues.

## Étudiants connus
- Matthew Perry
- Ian Somerhalder
- James Franco
- Jared Leto
- Jim Carrey
- Liv Tyler
- Jessica Alba
- Eva Mendes
- Travis Fimmel